# Amira Wirth
Amira Wirth (* 13. Januar 1997 in Hamburg) ist eine deutsche Schauspielerin, Youtuberin und Influencerin.

## Leben
Amira Wirth wuchs in Hamburg auf, ihre Eltern sind arabischer und deutscher Herkunft. Sie wurde durch ihre Mitwirkung in der Reality-Seifenoper Köln 50667 des Fernsehsenders RTL II bekannt. Anfang 2015 zog sie für die Dreharbeiten der Serie nach Köln. Von März 2015 bis Februar 2019 gehörte sie zur festen Besetzung der Serie und spielte mit einer Unterbrechung von drei Monaten die Hauptrolle der Elli Teubert. Zudem betreibt sie seit 2014 den YouTube-Kanal aMiRasWorld und ihren Instagram-Account Amira Wirth.
2020 folgten weitere Auftritte, beispielsweise als „Mary“ in der Seifenoper Unter uns des Fernsehsenders RTL, im August 2020 wirkte sie als Hauptrolle „Dilara Erdem“ im TvNow Original „GangStarZ“ mit.
Von 2020 bis Ende 2022 absolvierte Wirth ihre Schauspielausbildung an der Film Acting School Cologne.

## Filmografie
- 2025: Notruf (Fernsehserie)
- 2015–2019: Köln 50667 (Fernsehserie)
- 2020: Unter uns (Fernsehserie)
- 2020: GangStarZ (Tv Now Original )